# Fani Kołarowa
Fani Kołarowa, bułg. Фани Коларова (ur. 25 lutego 1974 w Sofii) – bułgarska aktorka i reżyserka filmowa.

## Życiorys
Jest córką reżysera filmowego Kirana Kołarowa i aktorki teatralnej Eleny Bajewej. Już jako dziecko zadebiutowała w filmie z 1984 - Дело 205/1913 П. К. Яворов. Ukończyła studia z reżyserii filmowej w Narodowej Akademii Sztuki Filmowej i Teatralnej (НАТФИЗ) w Sofii (klasa prof. Ludmiła Stojkowa). Po studiach w 1997 wyjechała do Paryża, gdzie kontynuowała naukę sztuki aktorskiej.
Na dużym ekranie pojawiła się ponownie w 1998 jako Boni w filmie Hiszpańska mucha, realizowanym przez jej ojca. Największy sukces w Bułgarii przyniosła jej jedna z głównych ról w filmie Bunt L.. W 2010 odbyła się premiera filmu 22 bullets (reż. Richard Berry), w którym Kołarowa zagra jedną z głównych ról, u boku Jeana Reno.

## Filmografia
- 1998: Испанска муха jako Boni
- 1998: La petite Lili
- 1998: L'hôtel jako Nathalie
- 2004: Boulevard du Palais jako Irina
- 2004: La revanche jako Natasza
- 2006: Bunt L. jako Larisa
- 2007: Truands
- 2008: Le monde est petit jako Sofia
- 2008: Sur ta joue ennemie jako Mika
- 2008: Uprowadzona jako prostytutka
- 2009: Sleepwalker jako Ana Marie
- 2010: 22 kule jako Christele Mattei
- 2011: I Love Périgord jako bułgarska pielęgniarka Magda